# Final da Copa Sul-Americana de 2013
A final da Copa Sul-Americana de 2013 foi a decisão da 12ª edição da Copa Sul-Americana.
Foi a primeira final internacional que a Ponte Preta disputou em sua história. Já o Lanús foi campeão da Copa Conmebol de 1996 e vice na mesma competição em 1997.
A equipe vencedora, Lanús, ganhou o direito a uma vaga na Copa Libertadores da América de 2014, de disputar tanto a Recopa Sul-Americana de 2014 como a Copa Suruga Bank de 2014.

## Ingressos
Na primeira partida da decisão em São Paulo, torcedores beneficiários o programa TC10+ da Ponte Preta acessaram sem custo. Os ingressos foram disponibilizados ao público três dias antes, com valores entre R$ 10 e R$ 60 reais.
No jogo de volta, foi reservado mil e quinhentos ingressos aos torcedores da Ponte Preta, a um custo de US$ 20.

## Transmissão

### No Brasil
No Brasil, os jogos foram transmitidos pelos canais fechados Fox Sports e SporTV, além de só passar regionalmente, pela TV Globo.

## Caminho até a final

### Segunda fase
| Adversário | Local | Placar |
| ---------- | ----- | ------ |
| Racing     | Fora  | 1–2    |
| Racing     | Casa  | 2–0    |

| Adversário | Local | Placar |
| ---------- | ----- | ------ |
| Criciúma   | Fora  | 1–2    |
| Criciúma   | Casa  | 0–0    |

### Fase final
| Adversário           | Local | Placar |
| -------------------- | ----- | ------ |
| Universidad de Chile | Casa  | 4–0    |
| Universidad de Chile | Fora  | 1–0    |
| River Plate          | Casa  | 0–0    |
| River Plate          | Fora  | 1–3    |
| Libertad             | Fora  | 1–2    |
| Libertad             | Casa  | 2–1    |

| Adversário      | Local | Placar |
| --------------- | ----- | ------ |
| Deportivo Pasto | Casa  | 2–0    |
| Deportivo Pasto | Fora  | 1–0    |
| Vélez Sarsfield | Casa  | 0–0    |
| Vélez Sarsfield | Fora  | 0–2    |
| São Paulo       | Fora  | 1–3    |
| São Paulo       | Casa  | 1–1    |

## Detalhes

### Jogo de ida
A Ponte Preta jogou de desfalcada do meia Adrianinho por suspensão e o Lanús do atacante Lautaro Acosta por lesão.
| 4 de dezembro | Ponte Preta        | 1 – 1     | Lanús     | Estádio do Pacaembu, São Paulo               |
| 21:50 (UTC−2) | Fellipe Bastos 78' | Relatório | Goltz 58' | Público: 28 244 Árbitro: URU Roberto Silvera |

| Ponte Preta | Lanús |

| G              | 1  | Roberto        |     |     |
| LD             | 2  | Artur          | 67' |     |
| Z              | 3  | César          |     |     |
| Z              | 4  | Diego Sacoman  | 17' |     |
| LE             | 6  | Uendel         | 89' |     |
| V              | 5  | Baraka         |     |     |
| V              | 8  | Fernando Bob   | 60' | 63' |
| V              | 15 | Fellipe Bastos |     |     |
| M              | 10 | Elias          |     | 86' |
| A              | 7  | Rildo          |     | 73' |
| A              | 9  | Leonardo       |     |     |
| Substituições: |    |                |     |     |
| G              | 24 | Édson Bastos   |     |     |
| LD             | 13 | Régis          |     |     |
| Z              | 16 | Ferron         |     |     |
| V              | 20 | Magal          |     | 86' |
| M              | 11 | Chiquinho      |     | 73' |
| A              | 27 | Adaílton       |     | 63' |
| A              | 9  | William        |     |     |
| Treinador:     |    |                |     |     |
| Jorginho       |    |                |     |     |

| G                          | 1  | Agustín Marchesín     |     |     |
| LD                         | 4  | Carlos Araujo         |     |     |
| Z                          | 2  | Paolo Goltz           |     |     |
| Z                          | 24 | Carlos Izquierdoz     | 77' |     |
| LE                         | 6  | Maximiliano Velázquez | 84' |     |
| V                          | 5  | Diego González        | 30' | 79' |
| V                          | 15 | Leandro Somoza        |     |     |
| M                          | 22 | Jorge Ortiz           |     |     |
| A                          | 26 | Lucas Melano          |     | 63' |
| A                          | 9  | Santiago Silva        |     |     |
| A                          | 14 | Jorge Pereyra Díaz    | 54' | 87' |
| Substituições:             |    |                       |     |     |
| G                          | 12 | Esteban Andrada       |     |     |
| D                          | 20 | Facundo Monteseirín   |     |     |
| M                          | 21 | Nicolás Pasquini      |     |     |
| M                          | 23 | Oscar Benítez         |     | 87' |
| M                          | 16 | Víctor Ayala          |     | 68' |
| M                          | 8  | Fernando Barrientos   |     | 79' |
| A                          | 18 | Ismael Blanco         |     |     |
| Treinador:                 |    |                       |     |     |
| Guillermo Barros Schelotto |    |                       |     |     |

Árbitros assistentes:

Mauricio Espinosa (Uruguai)

Marcelo Costa (Uruguai)

Quarto árbitro:

Daniel Fedorczuk (Uruguai)

### Jogo de volta
Para esta partida, a Ponte Preta não pode contar com Uendel suspenso e o Lanús com Lautaro Acosta, ainda contundido.
| 11 de dezembro | Lanús                    | 2 – 0     | Ponte Preta | Estádio Ciudad de Lanús, Lanús             |
| 20:50 (UTC−3)  | Ayala 24' · Blanco 45+2' | Relatório |             | Público: 41 700 Árbitro: CHI Enrique Osses |

| Lanús | Ponte Preta |

| G                          | 1  | Agustín Marchesín     |     |       |
| LD                         | 4  | Carlos Araujo         |     |       |
| Z                          | 2  | Paolo Goltz           |     |       |
| Z                          | 24 | Carlos Izquierdoz     |     |       |
| LE                         | 6  | Maximiliano Velázquez |     |       |
| V                          | 5  | Diego González        |     |       |
| V                          | 15 | Leandro Somoza        | 35' |       |
| M                          | 16 | Víctor Ayala          | 25' |       |
| M                          | 23 | Oscar Benítez         |     | 90+1' |
| A                          | 18 | Ismael Blanco         | 74' | 45'   |
| A                          | 9  | Santiago Silva        |     |       |
| Substituições:             |    |                       |     |       |
| G                          | 12 | Esteban Andrada       |     |       |
| D                          | 20 | Facundo Monteseirín   |     |       |
| M                          | 21 | Nicolás Pasquini      |     | 90+1' |
| M                          | 22 | Jorge Ortiz           |     | 45'   |
| A                          | 26 | Lucas Melano          |     |       |
| M                          | 8  | Fernando Barrientos   |     |       |
| A                          | 27 | Matías Martínez       |     |       |
| Treinador:                 |    |                       |     |       |
| Guillermo Barros Schelotto |    |                       |     |       |

| G              | 1        | Roberto        |          |         |
| LD             | 2        | Artur          |          | 56'     |
| Z              | 3        | César          |          |         |
| Z              | 4        | Diego Sacoman  |          |         |
| V              | 20       | Magal          |          | 45'     |
| V              | 5        | Baraka         |          |         |
| V              | 8        | Fernando Bob   |          |         |
| V              | 15       | Fellipe Bastos | 85'      |         |
| M              | 10       | Elias          |          |         |
| A              | 7        | Rildo          |          | 65'     |
| A              | 9        | Leonardo       |          |         |
| Substituições: |          |                |          |         |
| G              | 24       | Édson Bastos   |          |         |
| LD             | 13       | Régis          |          |         |
| Z              | 16       | Ferron         |          |         |
| V              | 21       | Ferrugem       |          | 56'     |
| M              | 11       | Chiquinho      |          |         |
| A              | 27       | Adaílton       |          | 45'     |
| A              | 9        | William        |          | 65'     |
| Treinador:     |          |                |          |         |
| Jorginho       | Jorginho | Jorginho       | Jorginho | Expulso |

Árbitros assistentes:

Carlos Astroza (Chile)

Sergio Román (Chile)

Quarto árbitro:

Julio Bascuñan (Chile)

## Premiação
| Copa Sul-Americana de 2013 |
| Argentina                  |
| -------------------------- |
| LANÚS Campeão (1° título)  |